# 刘孝孙 (宋朝)
刘孝孙（?—?）。简州阳安（今四川简阳西北）人，宋朝大臣。
刘孝孙是刘讽之子，曾任都官员外郎、侍御史，刘孝孙力赞宋神宗和王安石主持的变法活动。元丰八年（1085年），为西京左藏库副使。他的《黄河》诗“鸿流导积石，惊浪下龙门。仙槎不辨处，沉璧想犹存”，具有气势。著有《柏台集》，已佚。